# G33

Pays membres du G33.

Le G33 est un groupe de pays « en voie de développement » se coordonnant sur des questions économiques et commerciales. Il fut créé pour aider ces États à résoudre des problèmes similaires auxquels ils font face.
Le G33 a proposé des règles spécifiques pour les pays « en voie de développement », comme leur permettre de conserver des mesures visant à protéger leur marché agricole interne afin de préserver et de développer les capacités de production locales face à la forte concurrence des produits agricoles issus d'une agriculture subventionnée.

## Membres
En dépit du nom de l'organisation, le G33 compte désormais 46 États membres dont :
| - Antigua-et-Barbuda - Barbade - Belize - Bénin - Botswana - Chine - Côte d'Ivoire - Cuba - Grenade - Guatemala - Guyana - Haïti - Honduras - Inde - Indonésie - Jamaïque - Kenya - Laos - Madagascar - Maurice - Mongolie - Mozambique | - Nicaragua - Nigeria - Ouganda - Pakistan - Panama - Pérou - Philippines - République démocratique du Congo - République dominicaine - Saint-Christophe-et-Niévès - Sainte-Lucie - Saint-Vincent-et-les-Grenadines - Salvador - Sénégal - Sri Lanka - Suriname - Tanzanie - Trinité-et-Tobago - Turquie - Venezuela - Zambie - Zimbabwe |